# Banyuls-sur-Mer
Banyuls-sur-Mer (katalánsky Banyuls de la Marenda) je jihofrancouzské přístavní město v departementu Pyrénées-Orientales na pobřeží Středozemního moře.
Město pocházející z 10. století je centrem zdejšího vinařského průmyslu a je zde umístěno akvárium Sorbonne Université. Nedaleko města směrem k Cerbère je podmořská rezervace.
Banyuls je také rodištěm význačného sochaře Aristida Maillola.

## Geografie

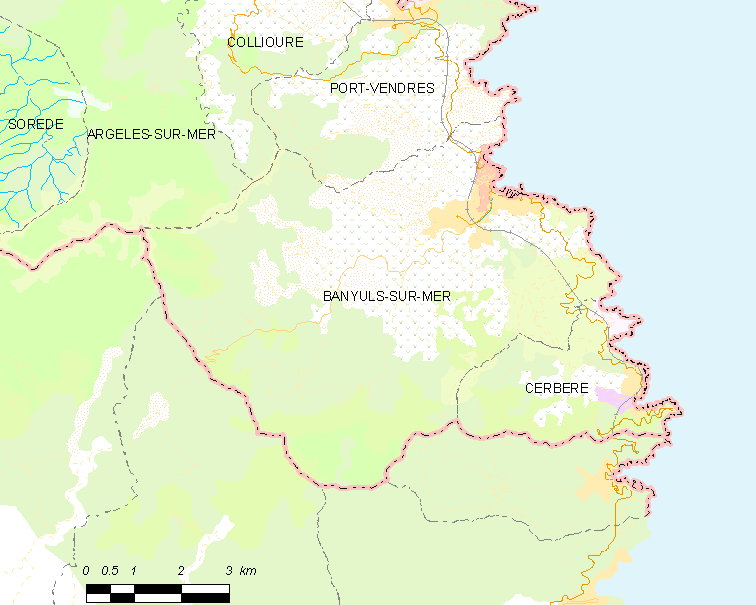

## Vývoj počtu obyvatel

Počet obyvatel 1962-2008

## Partnerská města
- Kralupy nad Vltavou (Středočeský kraj, Česko)
- Settle (Severní Yorkshire, Spojené království)